# Offensive de Jassy-Kichinev

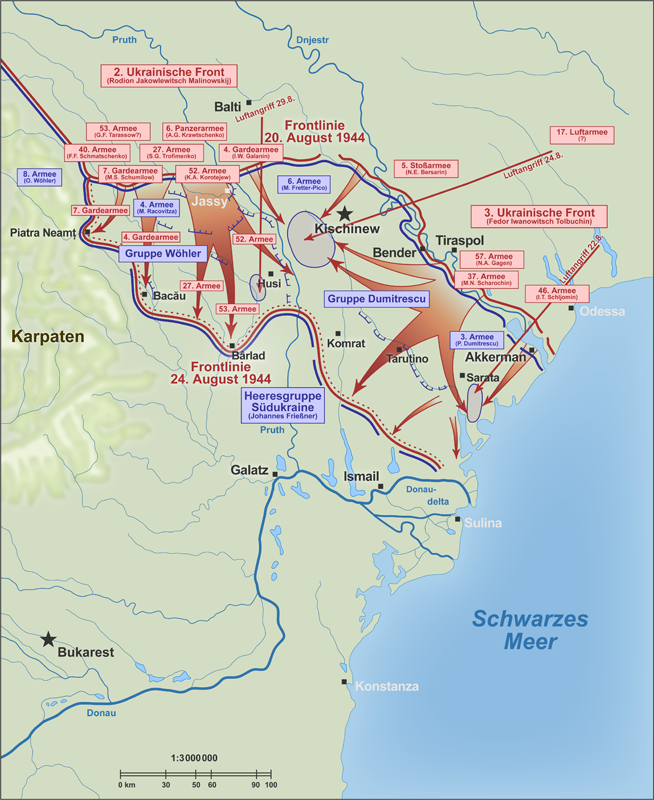
Les opérations soviétiques, 20-23 août 1944.

Le front roumain de mars à août 1944. En rouge l'avance soviétique, en jaune l'offensive anti-allemande roumaine, en bleu les unités de l'Axe et le front.

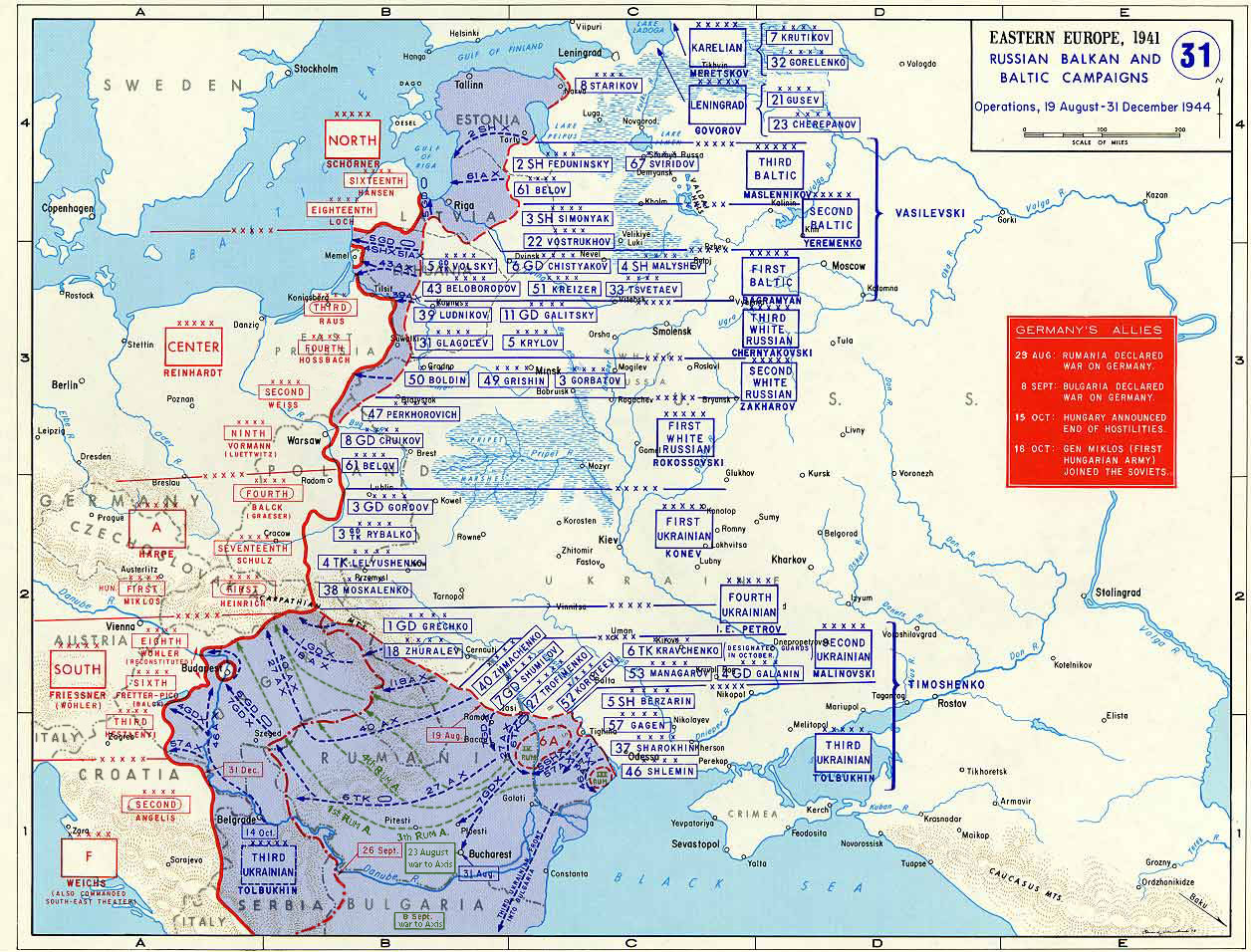
En bleu les effets des opérations soviéto-roumaines, 19 août-31 décembre 1944.

L’offensive de Jassy-Kichinev (du russe : Ясско-Кишинёвская операция) ou Seconde offensive de Iași-Chișinău, nommée d’après les noms russes des deux grandes villes de Iaşi (Jassy) et de Chişinău (Kichinev), est une offensive stratégique soviétique menée contre les forces de l’Axe en Roumanie orientale du 20 au 29 août 1944.

## Objectifs
Les 2e et 3e front ukrainiens de l’Armée rouge et les deux divisions alliées roumaines « Horia-Cloșca-Crișan » et « Tudor Vladimirescu » affrontent le Groupe d'armées Sud Ukraine composé de formations allemandes et roumaines, dans une opération visant à reprendre la RSS de Moldavie et de détruire les forces de l’Axe dans la région. Simultanément, la Roumanie bascule le 23 août 1944 dans le camp des Alliés, ouvrant à l’Armée rouge la route des Balkans. L’offensive soviétique, soutenue par les forces armées roumaines, aboutit à l’encerclement et à la destruction des forces allemandes présentes,.

## Points de vue
Le basculement de la Roumanie est présenté de manière différente selon les sources secondaires : du point de vue américain et soviétique, c’est seulement un effet de cette offensive, alors que du point de vue allemand, britannique et roumain, il résulte d’une dynamique interne coordonnée par le roi Michel Ier, par le gouverneur militaire de Bucarest Constantin Sănătescu et par la mission britannique « Autonomous » du SOE,,.

## Conséquences
Les conséquences sont l’entrée sans combats de l’armée soviétique dans les Balkans, contraignant la Bulgarie à basculer à son tour dans le camp des Alliés le 12 septembre 1944, faisant sa jonction avec les partisans yougoslaves et obligeant les forces allemandes à évacuer la Grèce.

## Sources
- (en) Cet article est partiellement ou en totalité issu de l’article de Wikipédia en anglais intitulé « Jassy–Kichinev Offensive » (voir la liste des auteurs).

1. ↑  Alexandru Duțu, Mihai Retegan, Marian Ștefan, România în al doilea război mondial (« La Roumanie dans la Seconde Guerre mondiale »), éd. « Magazin istoric », juin 1991, p. 35-39.
2. ↑  Ștefan Pascu (dir.), Atlas pentru Istoria României, ed. Didactică și Pedagogică, Bucarest 1983, p. 76.
3. ↑  Documents on German foreign policy 1938-1945, Her Majesty’s stationary office, Londres 1956.
4. ↑  Johannes Frießner : Verratene Schlachten, die Tragödie der deutschen Wehrmacht in Rumänien (« Batailles trahies, la tragédie de la Wehrmacht en Roumanie), » éd. Holsten-Verlag, Leinen 1956
5. ↑  Winston Churchill, The Second World War, Bantam Books, N.Y. 1977
6. ↑  André Sellier et Jean Sellier, Atlas des peuples d’Europe Centrale, La Découverte, 1995, « Les Bulgares », p. 174-179.
7. ↑  Dimitri T. Analis, Les Balkans 1945-1960, Presses universitaires de France, 1978, p. 90.